# Boiga cynodon
Boiga cynodon este o specie de șerpi din genul Boiga, familia Colubridae, descrisă de Heinrich Boie în anul 1827. A fost clasificată de IUCN ca specie cu risc scăzut. Conform Catalogue of Life specia Boiga cynodon nu are subspecii cunoscute.

## Galerie

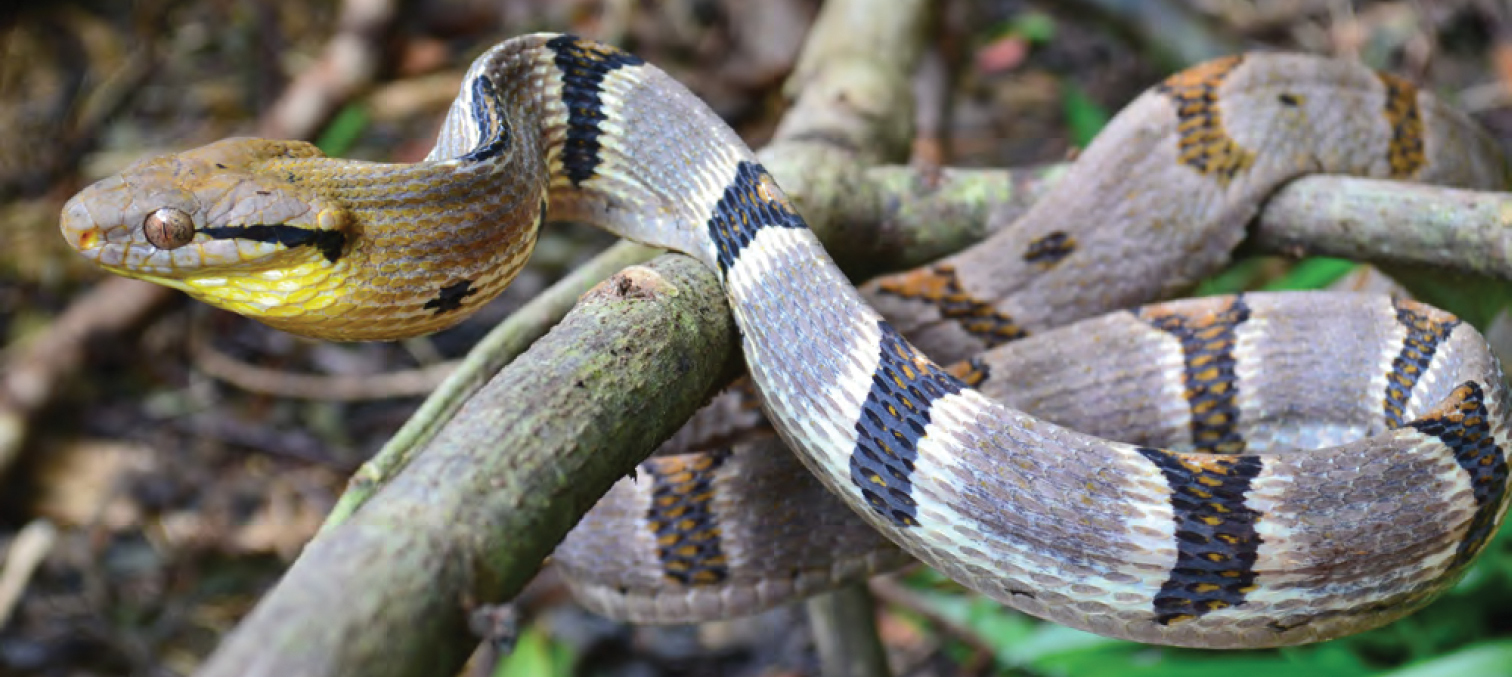
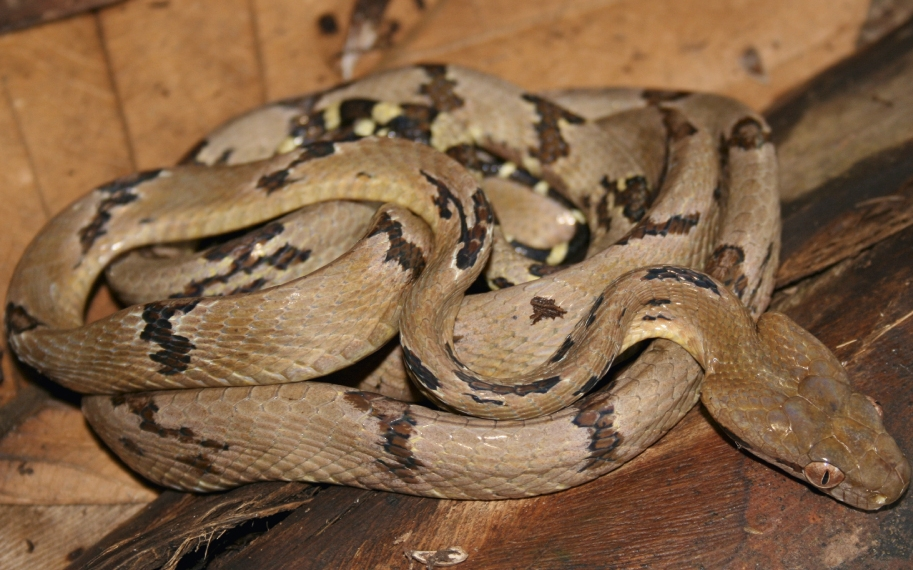